# ソディックプラステック
株式会社ソディックプラステック（英: Sodick Plustech Co.,Ltd.）は、神奈川県横浜市都筑区に本社を置いていた企業である。2012年7月に親会社の株式会社ソディックへ吸収合併された。

## 特色
小型精密から中型プラスチック射出成形機、マグネシウム成形機、食品機械、リニアモータ及びドライバの生産販売を行っていた。

## 沿革
- 1992年 - 石川県加賀市に株式会社ソディックプラステックを設立し、ソディックより射出成形機事業を譲受。
- 2000年 - 神奈川県横浜市港北区に本店移転。
- 2001年 - 株式を店頭公開（現在のJASDAQ）。
- 2011年12月 - ソディックが株式公開買付けを実施し、議決権比率が95.10％となる[1]。
- 2012年2月 - JASDAQ上場廃止
- 2012年3月 - ソディックが株式交換を行い、完全子会社化[2]。
- 2012年7月 - ソディックが吸収合併[3]。

## 事業所
- 横浜本社 - 神奈川県横浜市都筑区
- 加賀本社 - 石川県加賀市